# Boldizsár Báthory
 (février 2012).
Si vous disposez d'ouvrages ou d'articles de référence ou si vous connaissez des sites web de qualité traitant du thème abordé ici, merci de compléter l'article en donnant les références utiles à sa vérifiabilité et en les liant à la section « Notes et références ».
Boldizsár Báthory, né en 1555 à Szamosújvár et mort le 11 septembre 1594 dans cette même ville, fut prince de Transylvanie et partisan anti-Habsbourgs.

## Origine
Fils d'András Báthory et de Margit Majláth de Szunyogszék, il est né en 1555 à Szamosújvár, dans le comitat de Szolnok-Doboka. Il est le frère aîné du cardinal et éphémère prince de Transylvanie André Báthory.

## Règne
Son cousin, le prince Sigismond Ier Báthory, déçu par la Diète de Torda du 12 mai 1594 qui refuse de consentir à son entrée en guerre contre les Ottomans abandonne son trône une première fois en juillet 1594.
Le 24 juillet 1594, Boldizsár Báthory est nommé prince de Transylvanie. Toutefois, Sigismond, appuyé par son armée, reprend le pouvoir et Boldizsár Báthory, qui devait recevoir la confirmation de sa nomination lors de la Diète convoquée à Kolozsvár doit renoncer dès le 8 août de la même année. Emprisonné à Szamosújvár, il est assassiné sur ordre de son cousin dans sa geôle le 11 septembre 1594.